# 野尻真太
野尻真太（のじり しんた、1971年4月8日 - ）はゲームデザイナー、コナミデジタルエンタテインメントプロデューサー・ディレクター、開発チーム小島プロダクションコンテンツ室プロデューサー。また『メタルギアシリーズ』外伝作品のプロデューサーを務め、その後同社ゲームコンテンツプロダクションでのプロデューサーを担当。現在は株式会社NTTDOCOMO XR推進室テクノロジー推進担当。愛称は「チンタ」。A型。

## 経歴
- 1995年、コナミに入社。
- 1995年、小島プロダクション（旧KCEジャパン）に移動。1998年まで所属。
- 2000年、コナミの看板作品『メタルギアシリーズ』初の携帯機版であるゲームボーイカラーソフト『メタルギア ゴーストバベル』にて監督を務める。大ヒットにはいたらなかったが、ゲームボーイカラーのゲームとして水準が高く、本編に劣らない小ネタやストーリーを提供し、GameRankingsにてゲームボーイカラー最高の平均評価を記録する[1]。
- 2004年、上記の続編であり『メタルギアシリーズ』の外伝である『メタルギアアシッド』にて企画・監督を務める。アクションではない『メタルギア』という新機軸を打ち出す。
- 2006年、『アシッド』の続編『メタルギアアシッド2』にて脚本も手がける。『アシッド』のシステムの不満点を解消し、思考型ステルスゲームの基礎を作り上げる。
- 2008年、小島プロダクションから抜け、コナミのゲームコンテンツプロダクションのプロデューサーとなる。
- 2010年、コナミとRebellion共同制作のアクションシューティングゲーム『ネバーデッド』（2012年02月02日発売）のプロデューサーを務める。

## 人物
小島秀夫について、ゲームウォッチの『アシッド2』のインタビューにて「自分に小島氏のカラーは真似できない」「無理して小島氏の真似をしても、その作品は偽物になってしまいます」と小島を高く評価している。
また外伝を手がけている理由については「外伝という位置付けならば、自分独自のカラーが出せると思ったから」とコメントしている。
先輩である岡村憲明は野尻を「鬼才」と高く評価しており、自分では面白い訳ないと思っていた『アシッド』の好評を聞いて「まだまだ半人前だと思っていた野尻真太に、知らない間に抜かれてたと気付いた」と語っている。

## エピソード
- 『メタルギア ゴーストバベル』のVSバトル（通信対戦）で「何故そんなに強いのか」と聞かれた際、小島から「野尻は性格がひね曲がっているから最強なんだよ（笑）」とツッコミを入れられていた（『メタルギア ゴーストバベル パーフェクトガイド』より）。

## 作品
- メタルギア ゴーストバベル（2000年） - ディレクター
- メタルギアソリッド2（2001年） - 一部イベント
- ボクらの太陽（2003年） - 企画・スクリプトユニット
- メタルギアアシッド（2004年） - 企画・ディレクター
- メタルギアアシッド2（2005年） - 企画・ディレクター・脚本
- メタルギアソリッド4（2008年） - 一部イベント(バイク、尾行イベント)
- ネバーデッド（2012年） - プロデューサー・ディレクター・ゲームデザイン